# 薩摩忠
薩摩 忠（さつま ただし、1931年1月29日 - 2000年3月24日）は、日本の詩人、翻訳家、作詞家、放送作家。
童謡『まっかな秋』の作詞で知られる。

## 略歴
東京出身。慶応幼稚舎（小学校）で菊池知勇に学ぶ。慶應義塾大学仏文科卒。堀口大學、藤浦洸に師事。『風』『新詩潮』『詩帖』同人。1962年昆虫詩集『蝶の道』を刊行。1964年『海の誘惑』で室生犀星詩人賞受賞。昆虫など小動物を題材とした詩が多く、海外児童文学の翻訳・再話などもある。放送作家としてラジオの音楽番組の構成を担当したほか、シャンソンの訳詞も多く手がけた。

## 著書
- 『蝶の道 昆虫詩集』（木犀書房） 1962
- 『海の誘惑 詩集』（木犀書房） 1964
- 『小じかのぼうけん』（詩・文、石田武雄絵、主婦の友社） 1968
- 『物語と図鑑の百科 5 うみ』（北田卓史絵、主婦の友社） 1968
- 『CHANTEUR 詩集』（真珠社） 1970
- 『慶弔諸式の司会と挨拶』（有紀書房） 1970
- 『結婚式と披露宴の準備と司会祝辞』（有紀書房） 1971
- 『昆虫群像』（三笠書房） 1972
- 『日曜日の夜 詩集』（弥生書房） 1972
- 『昆虫の絵本』（三笠書房） 1974
- 『愛するものたちへ 詩集』（弥生書房） 1975
- 『昆虫のうた』（日本放送出版協会、NHKブックスジュニア） 1979
- 『ワルツ王 シュトラウス』（音楽之友社、ジュニア音楽図書館作曲家シリーズ） 1980
- 『薩摩忠詩集』（芸風書院、日本現代詩人叢書） 1984
- 『うたの博物誌』（創知社） 1985
- 『恋を占うテントウムシ 昆虫たちの詩』（竹内書店新社） 1985
- 『まっかな秋 薩摩忠詩集』（教育出版センター、ジュニアポエム双書） 1985

## 翻訳
- 『ああ無情』（ユゴー、世界文化社、少年少女世界の名作） 1970
- 「少年少女世界の美術館」（アーネスト・ラボフ編著、主婦と生活社） 1973
『クレー』(Paul Klee)
『シャガール』(Marc Chagall)
『デューラー』(Albrecht Dürer)
『ピカソ』(Pablo Picasso)
『ベラスケス』(Diego Velázquez)
『ミケランジェロ』(Michelangelo Buonarroti)
『ラファエロ』(Raffaello Sanzio)
『ルソー(Henri Rousseau)
『ルノワール』(Pierre-Auguste Renoir)
『レオナルド・ダ・ヴィンチ』(Leonardo da Vinci)
『レンブラント』(H.Van Rijn Rembrandt)
『ロートレック』(Henri de Toulouse-Lautrec)
- 『わたげちゃん』（ポール・エリュアール、ジャクリーヌ・デュエム絵、至光社） c1982

その他アンデルセン、グリムなどの再話

## 作詞
自治体歌
- 板橋区50周年記念歌「愛するふるさと」（作曲：山本直純）

校歌
- 「川越市立霞ヶ関東中学校・校歌」（作曲：越谷達之助）

童謡
- 「まっかな秋」（作曲：小林秀雄）

歌謡曲
- フランク赤木「暗い港のブルース」（作曲：早川博二）
- 加藤登紀子「チョコレートの夜」（作曲：松井八郎）

## 参考
- デジタル版日本人名大辞典
- 『日本近代文学大辞典』講談社、1984